# Спаськ
Спаськ (рос. Спасск) — місто, адміністративний центр Спаського району Пензенської області, Росія.
Населення — 7442 особи (2010; 7628 у 2002).